# Mantella crocea
Espèce
Statut de conservation UICN

 VU B1ab(iii,v)+2ab(iii,v) : Vulnérable
Statut CITES
Mantella crocea est une espèce d'amphibiens de la famille des Mantellidae.

## Répartition
Cette espèce est endémique de Madagascar. Elle se rencontre entre 800 et 1 057 m d'altitude dans l'ouest du parc national d'Andasibe-Mantadia, dans une zone forestière dans les environs d'Ambohimiarivo et aux alentours du parc national de Zahamena.

## Description
Mantella crocea mesure de 17 à 24 mm, les femelles étant plus grandes que les mâles. Son dos et la partie arrière de ses flancs est jaune, orange ou verdâtre parfois accompagné d'une fine réticulation noire. Certains individus présentent une très fine ligne sombre au niveau des vertèbres et des taches en forme de diamants souvent peu distinctes. Les côtés de la tête et la partie avant des flancs est noire. Une ligne claire, souvent incomplète, court le long de la lèvre supérieure. Son ventre est noirâtre avec quelques taches ou réticulations de couleur grise. La face interne des membres est rouge et noire.

## Publication originale
- Pintak & Böhme, 1990 : Mantella crocea sp. n. (Anura: Ranidae: Mantellinae) aus dem mittleren Ost-Madagaskar. Salamandra, vol. 26, p. 58-62.